# Хронологија инвазије Русије на Украјину (август 2022)
Овај чланак обухвата дешавања која су се догодила у августу 2022. године, за време инвазије Русије на Украјину.

## Хронологија

### 1. август
Први брод напуњен житом напустио је Одесу у складу са споразумом Украјине и Русије уз посредовање УН-а и Турске о извозу хране из Украјине. Према Турској, брод је кренуо ка Либану, као крајњој дестинацији.
САД су објавиле 17. пакет помоћи за Украјину, у вредности од 550 милиона долара, укључујући 75.000 метака од 155 мм и више ХИМАРС муниције.

### 2. август
Први брод са украјинским житом стигао је у Турску, а према украјинској влади следи још један брод. Касније те недеље, три брода натоварена украјинским кукурузом, око 58.000 тона, стигла су из Черноморска и Одесе, а још четири брода за жито су напустила украјинске луке на путу за Турску.
Врховни суд Руске Федерације прогласио је Бригаду „Азов” терористичком организацијом, што је омогућило да се припадницима Бригаде „Азов” изричу оштрије казне. Чланови су се суочили са затвором до 10 година, лидерима до 20 година затвора.

### 3. август
Рафаел Гроси, шеф међународне агенције за атомску енергију (ИАЕА), рекао је да је нуклеарна електрана Запорожје била „потпуно ван контроле“ под руском окупацијом. Планирана је мисија са циљем инспекцију постројења, а чекало се на одобрење украјинске и руске стране. Украјинска државна нуклеарна компанија се успротивила уз образложење да би „свака посета легитимисала присуство Русије тамо“.

### 4. август
Северна Македонија је саопштила да ће поклонити Украјини четири Су-25 авиона које је Украјина продала тој земљи 2001. године.

### 5. август
Влада САД је припремала нови пакет војне помоћи Украјини, у вредности од приближно милијарду долара.
Министарство одбране Велике Британије саопштило је да ће рат ући у „нову фазу“, са руским снагама које ће се кретати са Крима и других делова Украјине на линију фронта која се протеже од Запорожја до Херсона, дуж реке Дњепар. Ова тактика се третира као одговор на могућу украјинску контраофанзиву у региону.
Украјина и Русија су се међусобно оптуживале за гранатирање Запорошке нуклеарне електране, при чему су гранате погодиле далеководе и приморале оператере да искључе реактор.
Како преносе руски медији, званичници Северне Кореје су понудили да Русији дају 100.000 војника добровољаца за употребу у рату. Руски званичници нису донели одлуку да ли ће прихватити понуду.

### 6. август
Виталиј Гура, заменик начелника Каховског округа (који је подржан од стране Русије) убијен је из ватреног оружја.

### 8. август
Украјина је извела више удара ХИМАРС ракетама на Антонивски друмски мост и опрему која је коришћена за његову поправку.